# S語言
S語言，一種用於統計的程式語言，由貝爾實驗室的約翰·錢伯斯 、瑞克·貝克爾（Rick Becker）與艾倫·威爾克斯（Allan Wilks）共同研發。它的目標在於快速而忠實的將想法轉化為軟體。
R語言與S-PLUS是它的後繼者。

## 發展歷史
S語言主要用於統計運算，它在1975年至1976年間在貝爾實驗室被開發出來。
第一個可運作的S語言版本在1976年發表，在GCOS 作業系統上運作。當時它還沒有正式名稱，曾經被人稱為互動式SCS（Interactive SCS, ISCS）、統計運算系統（Statistical Computing System）、統計分析系統（Statistical Analysis System, SAS）。直到1979年，它才被正式定名為S語言。
當時最主要的統計運算程式，都是直接呼叫Fortran的子程序。但是S語言採用了高度互動式的方法來實作，其中包括了互動式的圖形裝置介面（當時採用印表機與字元終端機），以及能夠在函式中直接存取檔案的功能。

## 引用
1. ↑  http://ect.bell-labs.com/sl/S/history.html; 存檔網址: https://web.archive.org/web/20170929183943fw_/http://ect.bell-labs.com/sl/S/history.html.
2. ↑  Chambers, John M. . Springer. 1998. ISBN 978-0-387-98503-9.

## 外部連結
- S語言簡史（页面存档备份，存于）